# João Felício
João Antonio Felício (Itapuí, 6 november 1950 - 19 maart 2020) was een Braziliaans syndicalist.

## Levensloop
Felício werd op zijn vijftiende slager te Jaú en behaalde een diploma in 'design en beeldende kunst', kunsteducatie en kunstgeschiedenis.
In 1973 werd hij leerkracht en gaf hij les in design te São Paulo. In 1977 werd hij syndicaal actief, tevens was hij in deze periode lid van de Movimento pela Emancipação do Proletariado (MEP). In 1980 was hij betrokken bij de oprichting van de Partido dos Trabalhadores (PT) en in 1983 bij de oprichting van de Central Unica de Trabajadores (CUT). In 1987 werd Felício verkozen tot voorzitter van de vakcentrale APEOESP, een functie die hij uitoefende tot 1993. In 1994 trad hij toe tot de nationaal bureau van de vakbond CUT, waarvan hij in 1997 werd aangesteld tot algemeen secretaris en in 2000 voorzitter werd. Hij volgde in deze hoedanigheid Vicente Paulo op.
In 2002 was hij coördinator van de verkiezingscampagne voor Lula da Silva en trad hij toe tot de raad van bestuur van het Cidadania Instituut van Lula da Silva. In 2003 werd hij opnieuw algemeen secretaris van de CUT en was hij tevens vakbondssecretaris voor de PT. Op verzoek van Lula da Silva trad hij tevens toe tot de Economische en Sociale Ontwikkelingsraad van de Braziliaanse overheid en werd hij aangesteld in de raad van bestuur van de Banco Nacional de Desenvolvimento Econômico e Social (BNDES). In 2005 werd hij in opvolging van Luiz Marinho wederom voorzitter van de CUT en in 2006 secretaris voor internationale relaties van deze vakbond.
In 2007 trad hij toe tot de algemene raad van het Internationaal Vakverbond (IVV) namens de CUT en het uitvoerend bureau van de Trade Union Confederation of the Americas (TUCA). Vervolgens werd hij vice-voorzitter van het IVV en in mei 2014 werd hij verkozen als voorzitter van deze internationale vakbond., hij volgde in deze hoedanigheid in de Duitser Michael Sommer op. In december 2018 werd hij als IVV-voorzitter opgevolgd door de Nigeriaan Ayuba Wabba.
Op 19 maart 2020 is Felício overleden aan alvleesklierkanker.